# Сіачен-Музтаг
Сіачен Музтаг (англ. Siachen Muztagh) — гірський масив на пасмі Каракорум. Більшість з цих гір перебуває під контролем Індії. Група знаходиться на території Джамму та Кашміру, площі розбрату між Індією, Китаєм і Пакистаном. На півночі простягнувся льодовик Сіачен, один з найдовших льодовиків за межами полюсів. Найвищий пік — Терам Кангрі.

## Ресурси Інтернету
- Blankonthemap The Northern Kashmir WebSite

| Індія | Це незавершена стаття з географії Індії. Ви можете допомогти проєкту, виправивши або дописавши її. |